# The Jealousy of Miguel and Isabella
The Jealousy of Miguel and Isabella è un cortometraggio muto del 1913 scritto, diretto e interpretato da William Duncan su soggetto di Cornelius Shea. Prodotto dalla Selig Polyscope Company, il film aveva come altri interpreti Myrtle Stedman, Lester Cuneo, Florence Dye, Rex De Rosselli.

## Produzione
Il film fu prodotto dalla Selig Polyscope Company.

## Distribuzione
Distribuito dalla General Film Company, il film - un cortometraggio di una bobina - uscì nelle sale cinematografiche statunitensi il 13 giugno 1913.